# Mary Elizabeth Berry
Mary Elizabeth Berry (17 de mayo de 1947) es una profesora de la Universidad de California y escritora especializada en Oriente. Su principal obra es Japan in Print: Information and Nation in the Early Modern Period. 
Las asignaturas que imparte son: Historia y Lenguas de Asia Oriental, Estudios Regionales de Asia Oriental y Estudios de Asia. 

## Trayectoria
Entre 1974 y 1978 impartió clases en la Universidad de Míchigan y desde ese año es profesora en la Universidad de California, Berkeley. Además, entre 1978-1979 y 1986-1987 fue profesora visitante en la Universidad de Kioto y en 2004-2005 lo fue en la Universidad de Stanford. Imparte Historia y Lenguas de Asia Oriental desde 1975, Estudios Regionales de Asia Oriental desde 1970 y Estudios de Asia desde 1968.
Como parte de la Universidad de Berkeley, entre 1991-1995 y 1997-1998 fue presidenta del Centro de Estudios Japoneses, entre 1998 y 2000 presidenta del Departamento de Estudios del Sur y Sudeste de Asia, entre 2003-2005 vicepresidenta y presidenta de la Asociación de Estudios Asiáticos y entre 2007-2012 presidenta del Departamento de Historia. Fue así mismo directora interina del Instituto de Estudios de Asia Oriental en 2001.
Pertenece al Comité Asesor de América desde 1999 hasta la actualidad, es presidenta del Doctoral Fellowship Subcomité desde 2002 y presidenta del Consejo de Administración entre 1993 y 2002.

## Honores
- Nombramiento como miembro principal del Centro Townsend para las Humanidades, Universidad de California en Berkeley 1993-1994.
- Premio Berkeley por el libro La Cultura de la Guerra Civil en Kyoto, 1995.
- Premio Distinguido Enseñanza, Phi Alpha Theta Honor Society y los que se gradúan Majors Historia, Universidad de Berkeley 1995.
- Nombramiento como Profesor Distinguido en Japón, Asociación de Estudios de Asia, 1995-1996.
- Nombramiento como Lawrence Stone Profesor, Universidad de Princeton, 2002.
- Nombramiento como Profesor Edwin McClellan, Universidad de Yale, 2002.
- Nombramiento como Yamato Ichihashi Profesor Visitante de Historia y Civilización Japonesa, Universidad de Stanford, 2004-2005
- Nombramiento como profesor Decano de Oriente Historia de Asia, Universidad de California, Berkeley, 2005
- Nombramiento como Profesor de Historia de la clase de 1944, 2007.
- Elección a la Academia Americana de Artes y Ciencias en 2009.

## Obras
1. Hideyoshi, Harvard University Press, 1982.
2. The Culture of Civil War in Kyoto, University of California Press, 1994.
3. Chizu to ezu no seiji bunka-shi (Mapping and Politics in Premodern Japan), ed. Kuroda Hideo, Mary Elizabeth Berry, Sugimoto Fumiko. Tokyo: University of Tokyo Press, 2001.
4. Japan in Print: Information and Nation in the Early Modern Period, University of California Press, 2006.